# Kustanai (Pferd)
Der moderne Kustanai ist ein wuchtiges Pferd des westlichen Kasachstans, das die Vorzüge eines Reitpferdes mit der Robustheit eines Steppenpferdes miteinander verbindet. Er ist nach dem Gestüt Kustanai benannt, das wiederum nach der Stadt Kustanai heißt.
Hintergrundinformationen zur Pferdebewertung und -zucht finden sich unter: Exterieur, Interieur und Pferdezucht.

## Exterieur
Der Kustanai hat einen graden, durchschnittlich großen Kopf mit weiten Ganaschen und mittellangem bis kurzem Scheitel. Er hat einen mittellangen, graden und tief angesetzten Hals und einen breiten, gut bemuskelten, normal hohen Widerrist. Der Rücken ist gerade, kurz und kräftig. Die Lenden sind flach und gut bemuskelt. Die Kruppe ist mittellang und gut gerundet, die Schultern lang und hoch. Die Brust ist breit und tief. Der Kustanai hat korrekte Beine mit gut entwickelten Gelenken, harten Hufen und starken Sehnen und Bändern. Es kommen Braune, Dunkelbraune, Füchse und Falben vor.
Hengste waren 1980 163 cm groß, Stuten 160 cm. Hengste hatten einen Brustumfang von 188 cm, Stuten von 189 cm, Röhrbeinumfang 20,3 cm bei Hengsten und 19,9 cm bei Stuten. Die größten Tiere lebten im Gestüt Kustanai. Die in Herdenhaltung gehaltenen Pferde waren wesentlich kleiner, so hatten die Stuten im Gestüt Saryturgai ein Stockmaß von 152 cm, einen Brustumfang von 185 cm und einen Röhrbeinumfang von 19,2 cm.

## Interieur
Der Kustanai ist unter kontinentalen Bedingungen bemerkenswert leistungsfähig, benötigt unter dortigen Bedingungen aber regelmäßige Zufütterung.

## Zuchtgeschichte
Der Kustanai wurde in den Steppen des westlichen Kasachstans in Kolchosen und Sowchosen entwickelt. Der Kern der Zucht  befindet sich auf den Gestüten Kustanai und Maikulski. 1887 wurde auf dem Staatlichen Gestüt Turgai die Entwicklung der Rasse begonnen, 1888 wurde auf Kustanai und 1890 auf der Orenburg ebenfalls die Zucht aufgenommen. 1890 wurde die Rasse offiziell anerkannt. Die Rasse wurde entwickelt, indem Pferde der Rasse Kazakh mit dem Don-Pferd, Strelets, dem Astrakhan (verbesserter Kalmyk) und halbblütigen Englischen Vollbluthengsten gekreuzt wurden. Die Kreuzungsversuche waren jedoch anfangs erfolglos.
Erst als die ausgewählten Zuchtstuten und die Fohlen (durch creep-feeding) in den 20er Jahren auf Kustanai regelmäßig mit hochwertigem Futter zugefüttert wurden, waren die Veredelungskreuzungen mit Englischen Vollblütern erfolgreich. In den Gestüten Kustanai und Troitski wurden die Pferde in Ställen und auf Weiden gehalten und durften im Winter nur bei gutem Wetter im Freien grasen. Sie wurden reichlich mit Heu und Futterkonzentraten zugefüttert und die Stuten den Hengsten von Hand zugeführt. Die Fohlen wurden im Alter von 6 bis 8 Monaten entwöhnt.
In den dreißiger Jahren wurde in den Gestüten Maikulski und anderen ein zweites Zuchtsystem ergänzt, bei dem die Stuten und Hengste zusammen in großen Herden gehalten wurden, das ganze Jahr über grasen durften und bei schlechtem Wetter in Schuppen Schutz suchen konnten. Auch hier wurden Heu und Kraftfutter zugefüttert.
Die Zucht war darauf ausgerichtet, gleichzeitig zwei Typen der Rasse zu entwickeln. Der Reitpferdtyp umfasste Pferde mit einem hohen Vollblutanteil, während der Steppentyp einen höheren Anteil von Blut der anderen Ursprungsrassen enthielt. Pferde des Reitpferdetypes wurden auf der Rennbahn geprüft.
Den Kustanai findet man im Gebiet Kustanai im Süden von Tscheljabinsk und im südlichen Kasachstan. 1930 zählte die Zuchtherde im Gestüt Kustanai 1000 Stuten. 1981 gab es in Kustanai und Krasnodon zusammengenommen 726 reinrassige Zuchtstuten. 746 Zuchthengste wurden bisher in der Zucht verwendet. 1980 gab es auf Kustanai insgesamt 40.200 Pferde.
Die Rasse besteht aus drei Varianten, fünf Hengstlinien und sechs Stutenfamilien. Die wichtigsten Gestüte sind die beiden Kustanai regional experiment stations, die früher ein Gestüt waren, in Krasnodon und Saryturgai.